# Герхард II фон Епщайн
Герхард II фон Епщайн (на немски: Gerhard II von Eppenstein; * ок. 1195; † сл. 28 ноември 1240/ пр. 23 май 1246) е господар на Епщайн, нарича се от 1219 г. Герхард фон Браубах.

## Произход
Той е син на Готфрид I фон Епщайн († 1223) и на Изалда фон Вид († 1223), дъщеря на граф Дитрих I фон Вид и сестра на Теодерих II фон Вид, архиепископ и курфюрст на Трир (1212 – 1242). Брат е на Зигфрид III фон Епщайн († 1249), архиепископ на Майнц (1230 – 1249).

## Деца
Герхард II има децата:
- Герхард III фон Епщайн (* ок. 1225; † сл. 1246, пр. 1252), господар на Епщайн в Браубах
- Вернер фон Епщайн (* ок. 1225, † 2 април 1284), от 1259 г. архиепископ на Майнц